# تشارلز ديكنسون
تشارلز ديكنسون (بالإسبانية: Charles Dickinson)‏ (1870 في الأرجنتين - ) هو لاعب كرة قدم أرجنتيني في مركز الوسط.